# Paul Méfano
Paul Méfano   (Bàssora, 6 de març de 1937 - Chilly-Mazarin, 15 de setembre de 2020) fou un compositor i director d'orquestra francès.

## Biografia
Paul Méfano va néixer a Bàssora, Iraq. Va cursar estudis musicals a l'"École Normale de Musique" de Paris, i després al Conservatori de París (CNSMP), on va ser alumne d'Andrée Vaurabourg-Honegger, Darius Milhaud i Georges Dandelot. Va completar els seus estudis a Basilea als cursos impartits per Pierre Boulez, Karlheinz Stockhausen i Henri Pousseur.
Assistia regularment als concerts del "Domaine Musical", així com als seminaris a Darmstadt, i es va inscriure a la classe d'Olivier Messiaen al CNSMP. Messiaen va descriure Méfano com "inquiet, intens i sempre a la recerca de solucions radicals".
El 1965 la seva música es va interpretar públicament per primera vegada al "Domaine Musical" sota la batuta de Bruno Maderna. Del 1966 al 1968 va viure als Estats Units i, després, el 1969 es va traslladar a Berlín a invitació de l'Acadèmia Alemanya d'Intercanvi Cultural (DAAD).
El 1970 va tornar a França, va signar un contracte amb Salabert i es va dedicar a la composició, a la direcció i a la vida musical en general. El 1972 va fundar l'Ensemble 2e2m, un grup que dirigia regularment i amb el qual ha estrenat més de cinc-centes obres de joves compositors i amb les quals ha realitzat més de quaranta enregistraments. Entre els compositors més joves hi ha Stéphane de Gérando, Laurent Mettraux, Thierry Blondeau, Marc André, Michael Finnissy, James Dillon, Bruce Mather i Claude Lefèvre, però també ha defensat compositors més antics com Jean Barraqué, Brian Ferneyhough, Franco Donatoni, Luigi Nono, Aldo Clementi, Philippe Boesmans, Morton Feldman, Edison Denisov i John Cage, a més de participar en el redescobriment de Charles Valentin Alkan i els compositors txecs que van ser enterrats a Terezienstadt el 1940. És el fundador de les "Editions du Mordant" per a la publicació de música contemporània i de les "Editions Musicales Européennes" (dedicades principalment a joves compositors), i ha produït diverses sèries radiofòniques notables.
El 1972 va ser nomenat director del Conservatori de Champigny-sur-Marne, tasca que va exercir fins al 1988. També va ser professor de composició i orquestració al Conservatori de París fins al 2002. Un dels seus estudis de direcció va ser el compositor canadenc Claude Vivier. Des del 1996 fins al 2005 va dirigir el Conservatori de Versalles.
Les obres més importants de Paul Méfano es publiquen i són accessibles a Babelscores.
El 2007, Paul Méfano es va convertir en el director del conjunt CLSI (Cercle per a l'alliberament de sons i imatges) amb diversos músics i compositors com Gerard Pape, Jacqueline Méfano, Olga Krashenko, Lissa Meridan, Michael Kinney, Martin Phelps, Rodolphe Bourotte, Stefan Tiedje, Jean-Baptiste Favory.

## Estil musical
L'estil compositiu de Méfano ha evolucionat considerablement des dels seus primers treballs en sèrie Incidències (1960) fins a composicions recents que fan un ús extensiu de microtons, com ara Speed (2000). El seu primer estil de sèrie es troba clarament sota la influència de Boulez, però l'ardor de la seva utilització d'aquests trets "confon el cristal·lí, el semblant al mirall i amb això tot suggeriment de geometria musical". Té una concepció essencialment poètica de la música, que es reflecteix en un interès de tota la vida pels poetes i la poesia. Això es manifesta especialment en el tractament del color instrumental i en la seva escriptura vocal. També té un sentiment especial pel drama, tal com es manifesta a La cérémonie. A principis dels anys setanta va experimentar amb l'electrònica (La messe des voleurs) i amb la seva combinació en temps real amb instruments. Tot i que ha mostrat interès per la música dels compositors espectralistes, les seves pròpies composicions no són gens similars, i avui en dia és considerat com un compositor postespectralista. Moltes de les seves obres exploren i desenvolupen tècniques contemporànies per a la flauta travessera, com a Captive, Eventails, Gradiva, Traits suspendus o Ensevelie. Les seves primeres obres (Trois chants crépusculaires) mantenen vincles amb la tonalitat, a la qual va tornar a Micromégas. Des d'aquesta obra s'ha mantingut fidel a la sèrie.

## Premis
Se li han concedit els següents premis i honors:
- 1971 - Premi Enesco de SACEM.
- 1980 - Cavaller de l'Orde del Mèrit.
- 1982 - Gran Premi Nacional de Música.
- 1985 - Comandant de l'Orde de les Arts i les Lletres.
- 1989 - Premi SACEM de música simfònica.